# Historical Medieval Battle
Historical medieval battle (HMB) ist ein Regelwerk der HMBIA für die Umsetzung eines Vollkontakt-Kampfsports unter Verwendung von historisierenden Waffen-Simulatoren und Rüstungen. Dabei gilt der gesamte Körper als Trefferzone und die Schläge werden ungebremst geführt. Neben dem offensiven Einsatz von Schwert und Schild sind dabei auch Ringtechniken und Tacklings erlaubt.
Historical Medieval Battle ist eine moderne sportliche Annäherung an mittelalterliche Turniere, jedoch von Reenactment, Living History und HEMA zu differenzieren, da sich die Ausrüstungen und Regel gemeinhin nur grob an den historischen Quellen orientieren. Die Wettkämpfe finden oft im Rahmen von Mittelaltermärkten oder Reenactment-Veranstaltungen statt. Dabei unterscheiden sich die Kämpfe jedoch von Schaukämpfen oder Codex Belli, einem anderen modernen Regelwerk aus der Mittelalter-Szene, dahingehend, dass diese einen sportlichen Wettkampf im Vollkontakt-Modus darstellen und von speziell ausgebildeten Schiedsrichtern geleitet werden.
Das Prinzip des Sports ist es zum einen, einen möglichst objektiven Vergleich der Fähigkeiten der Kämpfer zu schaffen. Zum anderen soll Ausrüstung, die sich mitunter an historische Vorlagen anlehnt, unter möglichst realistischen Konditionen erprobt werden. Um eine Vergleichbarkeit zu ermöglichen, existiert ein umfangreiches Regelwerk, zudem sind moderne Protektoren zu vermeiden.

## Geschichte
Historical Medieval Battle geht zurück auf Entwicklungen in Russland, wo gegen Ende der 1990er Jahre die ersten Kämpfe mit Stahlwaffen durchgeführt wurden. Zu dieser Zeit benutzte man üblicherweise Waffensimulatoren aus Holz oder Latex, oder man kämpfte mit Stahlsimulatoren, wobei jedoch eine stark reduzierte Trefferzone und nur abgebremste Hiebe zugelassen waren.
Die ersten Turniere wurden in Russland, Belarus und der Ukraine abgehalten, jedoch verbreitete sich der Sport schnell in ganz Europa. Das erste große internationale Turnier, die Battle of the Nations fand 2010 in der Ukraine mit nur vier Nationalmannschaften statt. Seitdem begeisterten sich immer mehr Nationen für diese neue Art des historischen Kämpfens, sodass 2012 schon 12 Nationen teilnahmen.
Heute wird Historical Medieval Battle auf allen Kontinenten trainiert, wobei sich aber die Anzahl der Ausübenden noch stark regional unterscheidet.

## Organisation
HMB stellt eine Marke der „Historical Medieval Battle International Association“, eines in der Schweiz eingetragenen Verbandes dar. Präsident der HMBIA ist aktuell Anton Trubnikov.

## Disziplinen
Im Historical Medieval Battle gibt es verschiedene Kategorien, in denen die Sportler sich messen können. Grundsätzlich kann man zwischen Einzel- und Gruppenkämpfen unterscheiden.

### Einzelkämpfe
Einzelkämpfe werden oft "1 gegen 1" genannt und können in Turnierkämpfe und "Professional Fight" unterteilt werden.

#### Tournaments
In dieser Kategorie geht es darum den Gegenspieler mit dem Waffensimulator innerhalb der Trefferzone mit einem harten, nicht abgeblockten Schlag zu treffen. Es gewinnt derjenige, der zuerst eine gewisse Anzahl an Treffern (in der Regel zehn) erlangt hat, oder der nach einer bestimmten Zeit (2–3 Minuten) die meisten Treffer erzielt hat. Es gibt verschiedene Disziplinen:
- "Schwert und Schild" (Die Kämpfer duellieren sich mit einhändigem Schwert und Schild)

- "Schwert und Buckler" (Die Kämpfer duellieren sich mit Schwert und Buckler)

- "Langes Schwert" (Die Kämpfer duellieren sich mit dem langen Schwert).

Oft werden diese Disziplinen zu einem Triathlon, einem Kampf mit drei Runden und jeweils wechselnden Waffen, zusammengefasst, wobei die typische Reihenfolge Langschwert, Schwert und Buckler, Schwert und Schild ist.
Zudem können bei Gleichstand nach mehreren Runden auch Kämpfe nur mit Schwert und ohne Schild zur Ermittlung des Siegers eingesetzt werden.
Des Weiteren gibt es auch Duelle mit untypischen Waffen wie Äxten, Hellebarden oder Keulen. Diese werden gemeinhin in der Kategorie "Nicht-Standard" zusammengefasst.

#### Professional Fight
In dieser Kategorie geht ein Kampf über drei Runden à 3 Minuten. Ziel ist es, im Kampf dominantes Kampfverhalten zu zeigen. Dafür werden die Treffer, mit den meist schwereren Waffen als im Turnier, gezählt. Zudem werden Takedowns und Entwaffnen des Gegners mit besonders hohen Punktzahlen belohnt.

### Gruppenkämpfe
Diese Kategorie ist ein Alleinstellungsmerkmal von HMB, da es einer von wenigen Kampfsportarten ist, in dem Wettkämpfe als Mannschaftssport auf hohem Niveau ausgeübt werden.
Das Prinzip bleibt dabei unabhängig von der Teilnehmerzahl gleich. Es gewinnt die Mannschaft, die zuletzt noch Teilnehmer auf den Füßen stehend auf dem Feld hat. Treffer werden nicht gezählt, wer mit mindestens drei Körperstellen den Boden berührt scheidet aus.
Da man die Gegenspieler hierbei möglichst effektiv zu Boden bringen muss, werden oftmals Stangenwaffen wie Hellebarden oder Luzerner Hämmer eingesetzt. Zudem sind Tacklings ein weit verbreitetes Mittel.
Die häufigsten Größen sind:
- "5 vs 5"

- "21 vs 21"

## Regelwerke
Für HMB gibt es ein international anerkanntes Regelwerk. Dieses verbietet besonders gefährliche Techniken wie Hiebe auf den Nacken, Würgen und regelt die Zulassung von Waffen und Rüstungen, um das Verletzungsrisiko für alle Teilnehmer zu minimieren.
Das erste internationale Regelwerk wurde anlässlich der Weltmeisterschaft "Battle of the Nations" verfasst und ist in aktualisierter Form heute das Standardregelwerk weltweit.
Trotzdem können die Regeln gemäß lokaler Gepflogenheiten oder Bedürfnisse einzelner Veranstaltungen angepasst werden.